# Kanton Fay-sur-Lignon
Kanton Fay-sur-Lignon (fr. Canton de Fay-sur-Lignon) je francouzský kanton v departementu Haute-Loire v regionu Auvergne. Tvoří ho šest obcí.

## Obce kantonu
- Champclause
- Chaudeyrolles
- Les Estables
- Fay-sur-Lignon
- Saint-Front
- Les Vastres